# Baumgartenberg (Gemeinde Baumgartenberg)
Baumgartenberg ist eine der beiden Katastralgemeinden der Marktgemeinde Baumgartenberg im Bezirk Perg in Oberösterreich mit der Ortschaft Baumgartenberg als Hauptort.
Durch die Katastralgemeinde führt auf einer Länge von 13,5 Kilometern das 2011 bereits fertiggestellte längste Teilstück des von 2008 bis 2013 errichteten Machlanddamms.
Siehe auch Hauptartikel: Marktgemeinde Baumgartenberg, Stift Baumgartenberg und Stiftskirche Baumgartenberg.

## Geographie

### Lage und Umgebung
Das Gebiet der Katastralgemeinde befindet sich überwiegend in der fruchtbaren Machlandebene und zu einem geringen Teil im Untermühlviertler Schollenland, einem Ausläufer des Granit- und Gneisplateaus.

### Geologie
Aus geologischer und geomorphologischer Sicht sowie unter Aspekten der Raumnutzung gehört das die Katastralgemeinde zu 2 der 41 Raumeinheiten des Bundeslandes Oberösterreich. Alle Ortschaften und Ortschaftsteile der Katastralgemeinde in der Ebene liegen in der Raumeinheit Machland. Ein kleiner Teil der Katastralgemeinde gehört zur Raumeinheit Südliche Mühlviertler Randlagen.

### Ortschaften, Fläche, Einwohner
Seit 1956 zählen folgende Ortschaften der Marktgemeinde Baumgartenberg zur Katastralgemeinde Baumgartenberg. Die Angaben in Klammer betreffen die Einwohnerzahlen vom 1. Jänner 2001:
Amesbach (75), Au (49), Baumgartenberg (373), Kühofen (38), Lehen (8), Mettensdorf (185), Obergassolding (157), Pitzing (48), Schneckenreitsberg (31), Schneckenreitstal (67), Steindl (36), Untergassolding (91);
Die Katastralgemeinde umfasst mit 11,28 Quadratkilometern etwa 72 Prozent der gesamten Fläche der Marktgemeinde Baumgartenberg. Zum Stichtag 1. Jänner 2001 wohnten knapp 5/6 der Einwohner in der Katastralgemeinde. Die restlichen Einwohner der Marktgemeinde Baumgartenberg wurden der Katastralgemeinde Puchberg im Machlande II zugeordnet.

### Grenzen
Die Katastralgemeinde grenzt im Nordosten an die Katastralgemeinde Clam der Marktgemeinde Klam, im Osten an die Katastralgemeinden Saxen und Eizendorf in der Marktgemeinde Saxen und im Westen an die Katastralgemeinden Hofstetten und Mitterkirchen in der Marktgemeinde Mitterkirchen im Machland. Im Nordwesten befindet sich die ebenfalls zur Marktgemeinde Baumgartenberg zählende Katastralgemeinde Puchberg II.
Im Süden bildet die Grenze der Katastralgemeinde Baumgartenberg die Grenze zur Gemeinde Wallsee-Sindelburg und sie ist damit zugleich die Grenze zum niederösterreichischen Bezirk Amstetten und zum österreichischen Bundesland Niederösterreich.

### Gewässer
Zu den nennenswerten Gewässern der Katastralgemeinde zählen neben der Donau der Klambach an der Grenze zu Klam und Saxen sowie der Altarm der Naarn, die Schwemmnaarn, in die auf dem Gebiet der Katastralgemeinde der Mettensdorfer Mühlbach und der Gassoldingerbach (Steindlbach) münden. Der aus der Katastralgemeinde Puchberg II kommende Deimingerbach mündet in den Mettensdorfer Mühlbach.

### Höhenangaben
Für folgende Ortschaften der Katastralgemeinde Baumgartenberg liegen Höhenangaben vor (Höhenangabe in Klammer): Amesbach (Rotte, 280 m ü. A.), Mettensdorf (Dorf, 232 m ü. A.), Obergassolding, Untergassolding (Dörfer, jeweils auf 242 m ü. A.), Schneckenreitstal (Rotte, 260 m ü. A.).

### Verkehr
Durch die Katastralgemeinde führen in Ost-West-Richtung die Donauuferbahn und die Donau Straße (ehemalige Hauderer Straße). Die Trassierung der Eisenbahn mitten durch das Ortszentrum hat die Entwicklung eines Ortskerns verhindert. Mit dem Bau einer Umfahrungsstraße wurde das Ortszentrum vom Durchzugsverkehr entlastet.
Von Baumgartenberg aus wird das Machland durch die über Mitterkirchen und Naarn bis nach Mauthausen führende Landstraße 570 erschlossen.
Die Katastralgemeinde liegt sowohl am Donauradweg als auch am Donausteig.

### Geschichte
Auf die Ausführungen zur Geschichte der Marktgemeinde Geschichte Baumgartenbergs sowie von Stift Baumgartenberg wird verwiesen.
Die Katastralgemeinde Baumgartenberg umfasste ursprünglich nur die Ortschaften Amesbach, Au, Baumgartenberg, Obergassolding, Schneckenreitsberg, Schneckenreitstal und Untergassolding, während weitere zur neu geschaffenen Pfarre gehörende Ortschaften zunächst den selbstständigen Katastralgemeinden bzw. selbstständigen Ortsgemeinden Puchberg, Hofstetten und Mitterkirchen zugeordnet wurden.
Mit Stichtag 1. Jänner 1955 wurde die selbstständige Ortsgemeinde Puchberg aufgelöst, und die Ortschaften Baumgartenberg West, Deiming, Steindl, Kolbing, Hehenberg, mit Ausnahme von Haus Nr. 17 und Gehöft Amesbach 14, kamen zur Marktgemeinde Baumgartenberg. Ein Jahr später wurden die Ortschaften Kühofen, Mettensdorf und Pitzing sowie das Anwesen Lehen 1 aus der Marktgemeinde Mitterkirchen herausgelöst und zu Baumgartenberg eingemeindet.
Die Ortschaften wurden den Katastralgemeinden Puchberg II und Baumgartenberg entsprechend dem aktuellen Stand zugeordnet. Die beiden Katastralgemeinden entsprechen nunmehr mit wenigen Überschneidungen den Grenzen der Pfarre Baumgartenberg.
Die denkmalgeschützten Objekte der Marktgemeinde Baumgartenberg befinden sich ausschließlich in der Katastralgemeinde Baumgartenberg und sind aus der
Liste der denkmalgeschützten Objekte in Baumgartenberg
ersichtlich.

## Ortschaft Baumgartenberg
| Jahr | Häuser | Einwohner |
| ---- | ------ | --------- |
| 1335 | 74     |           |
| 1825 | 15     | 141       |
| 1869 | 15     | 227       |
| 1880 | 17     | 305       |
| 1890 | 21     | 409       |
| 1900 | 21     | 468       |
| 1910 | 27     | 463       |
| 1923 | 25     | 480       |
| 1934 | 24     | 544       |
| 1951 | 26     | 341       |
| 1961 | 48     | 350       |
| 1971 | 59     | 390       |
| 1981 | 83     | 443       |
| 1991 | 96     | 388       |
| 2001 | 118    | 373       |

Die Ortschaft Baumgartenberg entwickelte sich ab der Mitte des 12. Jahrhunderts am Fuße des Ulrichsberges (mit ehemaliger Ulrichskapelle) nördlich von Stift Baumgartenberg, das von 1792 bis 1848 Sitz eines Distriktkommissariat im unteren Mühlviertel war.
Der Ort wird in der Literatur auch als Pongartinberch, Ponckartenberge, Poungartenberg, bzw. latinisiert mons pomarius, pomoerius, pomerius bezeichnet.
Die Ortschaft weist nebenstehende historische Einwohnerentwicklung auf:

## Distriktkommissariat Baumgartenberg
Zum Umfang des Kommissariats gehörten ein Markt, 38 Dörfer, 582 Häuser, 779 Wohnparteien, 3492 Einwohner, 3 Herrschaften (Linzer Domkapitel, Arbing, Außernstein), ein Landgut (Auhof), 4 Pfarren und Schulen (Arbing, Baumgartenberg, Pergkirchen und Mitterkirchen, alle unter dem Patronat des Religionsfonds), 7 Steuergemeinden (Arbing, Baumgartenberg, Pergkirchen, Puchberg, Hofstetten, Langacker und Mitterkirchen mit 8.504 topographischen Nummern) und 2 Hebammen.
Neben zwei Brauereien, 6 Hafnern, einem Hammerschmiede, einer Ölstampfe, einem Steinmetz, 27 Webern und einem Ziegelbrenner zählten noch 19 andere Kommerzial- und 110 Polizeigewerbe und freie Beschäftigungen. Als Pfleger wurde am 24. Jänner 1792 das Linzer Domkapitel dotiert.
Die Pfarre Baumgartenberg wurde erst im Zuge der josephinischen Reformen 1784 neu geschaffen, zuvor gehörten sowohl die Ortschaften Baumgartenberg sowie einige umliegende Ortschaften zur Pfarre Saxen.
Die Pfarren des Distriktskommissariats Baumgartenberg setzten sich damals aus folgenden Ortschaften zusammen:
| Pfarre         | Ortschaften |
| -------------- | --- |
| Arbing         | Arbing, Puchberg, Frühstorf, Groißing, Hummelberg und Roisenberg                                                                                          |
| Baumgartenberg | Baumgartenberg, Deiming, Hehenberg, Kolbing, Kühofen, Mettensdorf, Obergassolding, Pitzing, Steindl und Unteramesbach                                     |
| Mitterkirchen  | Gang, Hart, Haid, Hörstorf, Hofstetten, Hütting, Inzing, Kaindlau, Kirchstetten, Labing, Langacker, Lehen, Loa, Mitterkirchen, Wagra, Weisching und Wörth |
| Pergkirchen    | Auhof, Pergkirchen, Dobra, Dörfl, Lehenbrunn und Thurnhof                                                                                                 |